# Bill Mason
Bill Mason (1929 – 29. října 1988) byl kanadský kanoista, filmař a spisovatel. Narodil se ve Winnipegu a studoval na Manitobské univerzitě, kterou dokončil roku 1951. Procestoval mnoho odlehlých oblastí jak v Kanadě, tak i ve Spojených státech amerických. Natočil řadu filmů, včetně několika o vlcích. Zemřel na rakovinu. Je po něm pojmenována skála uprostřed kanadských Virginiiných vodopádů. Roku 1998 se objevil na kanadské poštovní známce.